# Klubi-04
El Klubi-04 es un equipo de fútbol de Finlandia que juega en la Ykkönen, la segunda liga de fútbol más importante del país. Es el equipo filial del HJK Helsinki.

## Historia
Fue fundado en el año 2004 en la ciudad de Helsinki luego de que el HJK Helsinki comprara la franquicia del FC Jokerit para convertirlo en su principal equipo filial, por lo que no puede jugar en la Veikkausliiga, aunque sus jugadores son elegibles para integrar el HJK Helsinki cuando sea necesario.
En la temporada 2006 consiguieron el ascenso a la Ykkönen por primera vez en su historia, aunque su estancia en la segunda categoría fue de dos temporadas hasta su descenso en la temporada 2007.
En la temporada 2009 retornaron a la Ykkönen, pero nuevamente tras dos temporada regresaron a la Kakkonen. En 2020 quedó campeón del grupo B de la Kakkonen, ascendiendo a la Ykkönen.